# Shin kokin wakashū
Le Shin kokin wakashū (新古今和歌集), également connu sous le titre abrégé de Shin kokinshū (新古今集) ou même simplement le Shin kokin, est la huitième d'une série de vingt et une anthologies impériales de poésie waka compilées par la cour japonaise, commencée avec le Kokin wakashū autour de 905 de notre ère et terminée par le Shinshokukokin wakashū, vers 1216 CE (4e année de l'ère Kenpō). Le titre peut se traduire littéralement par « Nouvelle collection de poèmes anciens et modernes » et montre une ressemblance voulue avec le titre de la première anthologie. Avec le Man'yōshū et le Kokinshū, le Shin kokinshū est largement considéré comme étant une des trois anthologies poétiques ayant eu le plus d'influence dans l'histoire de la littérature japonaise. Elle est commandée en 1201 par l'empereur retiré Go-Toba (règne 1183-1198), qui établit un nouveau bureau de poésie dans son palais de Nijō avec onze lettrés menés par Fujiwara no Yoshitsune, dans le but d'organiser des concours de poésie et de compiler l'anthologie. Malgré l'accent mis sur les poètes contemporains, le Shin kokinshū couvre une période d'âges poétiques plus large que le Kokinshū, et comprend d'anciens poèmes que les éditeurs de la première anthologie ont délibérément laissés de côté. L'anthologie est officiellement présentée en 1205, à l'occasion du trois centième anniversaire de l'achèvement du Kokinshū.

## Compilateurs de l'anthologie
Bien que Go-Toba garde la haute main relativement aux poèmes qui peuvent être inclus dans l'anthologie ainsi que l'ordre dans lequel ils sont présentés, il assigne la tâche de les réunir à six des lettrés du bureau de poésie. Ces lettrés sont Fujiwara no Teika (1162-1241), Fujiwara no Ariie (1155-1216), Fujiwara no Ietaka (1158-1237), Jakuren (vers 1139-1202), Minamoto no Michitomo (1171-1237) et Asukai Masatsune (1170-1221). L'anthologie reçoit une préface en prose japonaise de Fujiwara no Yoshitsune et une préface en chinois — la langue savante de la cour — par Fujiwara no Chikatsune d'une façon réminiscente du Kokinshū.

## Signification
L'importance du Shin kokinshu réside essentiellement dans l'expertise technique des compilateurs, leur utilisation nouvelle et intensive de la technique littéraire dite honkadori, et l'effet de chacun de ces éléments sur la poésie japonaise après sa publication.
Même si le Kokinshu est célèbre en partie pour son organisation tout au long de l'anthologie, car chaque poème est généralement présenté comme une préparation à celui qui le suit, le Shin kokinshu passe au-dessus et au-delà de la norme établie par la collection originale. Les compilateurs du Kokinshū se servent de la technique de liaison des poèmes comme d'un guide général, mais ceux du Shin kokinshū créent « une anthologie qui peut être lue du début à la fin comme une longue structure unique divisée en livres ». Dans les sections relatives au printemps par exemple, les éditeurs reconstituent en forme poétique une représentation détaillée du déroulement du printemps et du passage du temps, en usant de mots et d'expressions similaires pour lier chaque poème au prochain. Dans la section consacrée aux poèmes de voyage, la progression va des anciens styles et des anciens poètes vers les modernes, et comme il est habituel dans les anthologies wakas japonaises, les sections sur l'amour sont arrangées de telle sorte qu'elles présentent les différents étapes de la relation amoureuse, des premiers émois à l'amère séparation.
Ce genre d'élaboration détaillée aboutit à une anthologie qui ne contient pas nécessairement les meilleures œuvres de l'époque. Comme le déplore Fujiwara no Teika, l'insistance de Go-Toba à inclure les œuvres d'anciens compositeurs obscurs ou même inaccomplis dans l'anthologie afin de maintenir des liens appropriés à des poèmes qui en valent la peine, rend l'honneur d'avoir quarante-six de ses propres poèmes inclus dans l'anthologie moins satisfaisant. Egos individuels mis à part, le résultat final est une composition qui non seulement embrasse des siècles de tradition et d'évolution de styles littéraires japonais mais aussi fournit un véritable manuel sur ce à quoi ressemblent des poèmes bien et mal écrits. La forme de liaison élaborée développée par les compilateurs est également reprise et poursuivie avec le développement de la forme renga ou « vers liés », dans laquelle les poètes écrivent une série de vers à tour de rôle en continuant l'image du vers précédent et en introduisant quelque nouvel élément afin que le poète suivant travaille dessus. Les renga font également souvent usage de la technique honkadori, étant donné que chaque poète ne dispose que d'une courte phrase à développer et que la possibilité de faire allusion aux poèmes complets précédents est importante.
Le terme « honkadori » renvoie à la pratique de la « variation allusive » qui se traduit littéralement comme « prise d'un poème original ». Même si les allusions aux anciens poèmes sont monnaie courante dans le discours poétique de l'époque, après le XIe siècle et avant l'usage du honkadori par Fujiwara no Teika, il est mal vu de faire des emprunts évidents aux écrivains du passé. Cela change cependant de façon significative avec la publication du Shin kokinshū. Au lieu de mimer seulement le flux horizontal du Kokinshu, les poèmes de la nouvelle collection font aussi des liens verticaux avec les traditions du passé, et par des emprunts auprès de poèmes spécifiques et non pas simplement à partir de phrases toutes faites, les auteurs et les éditeurs des poèmes du Shin kokinshu réussissent à s'éloigner de sujets éculés et clairement sans originalité que les poèmes anciens ont popularisés.

## Structure
La structure du Shin Kokinshū fait écho à celle du Kokinshū à bien des égards, mais elle montre aussi l'influence des anthologies intermédiaires impériales. Comme l'indique le tableau ci-dessous, le Shin kokinshu omet certains livres de l'anthologie originale et en intègre d'autres sur des sujets poétiques qui n'ont pris d'importance qu'après la publication du Kokinshu.
| Sujet    | Kokinshū | Kokinshū                                | Shin Kokinshū | Shin Kokinshū      |
| -------- | -------- | --------------------------------------- | ------------- | ------------------ |
| Saisons  | 1-2      | Printemps                               | 1-2           | Printemps          |
| Saisons  | 3        | Été                                     | 3             | Été                |
| Saisons  | 4-5      | Automne                                 | 4-5           | Automne            |
| Saisons  | 6        | Hiver                                   | 6             | Hiver              |
| -;       | 7        | Félicitations                           | 7             | Félicitations      |
| -;       | 8        | Séparations                             | 8             | Lamentations       |
| -;       | 9        | Voyage                                  | 9             | Séparations        |
| -;       | 10       | Acrostiches                             | 10            | Voyages            |
| Amour    | 11-15    | Amour                                   | 11-15         | Amour              |
| Mélanges | 16       | Lamentations                            | 16-18         | Divers             |
| Mélanges | 17-18    | Divers                                  | 16-18         | Divers             |
| Mélanges | 19       | Formes diverses                         | 19            | Poèmes shinto      |
| Mélanges | 20       | Poèmes traditionnels du bureau du Chant | 20            | Poèmes bouddhistes |

Les vingt livres du Shin kokinshū contiennent près de 2 000 poèmes tanka, ce nombre étant différent selon l'édition, puisque Go-Toba a continué de modifier l'anthologie de façon importante, même après son exil dans l'île d'Oki. Chaque poème est introduit avec des informations relatives à l'événement à l'occasion duquel il a été composé (si cette information est disponible) et dans la plupart des cas, un auteur est également répertorié. Les principaux contributeurs de poèmes contemporains au Shin kokinshū sont Saigyō avec 94 poèmes, Jien (92), Fujiwara no Yoshitsune (79), Fujiwara no Shunzei (72), princesse Shikishi (49), Fujiwara no Teika (46), Fujiwara no Ietaka (43), Jakuren (35) et Go-Toba (33).